# دورة العمل

دورة العمل D هي النسبة بين T وP

- دورة العمل (بالإنجليزية: Duty Cycle)‏ هي النسبة المئوية لفترة واحدة من أي إشارة عندما يكون النظام نشط .[1][2][3] (1) (2)(3)
- والفترة هي الوقت التي تستغرقة الإشارة لإستكمال دورة كاملة . ويمكن إستنتاج التعبير عن الدورة بالقانون التالي :

D=T/P *100%
- حيث D هي دوره العمل، T هو الزمن التي تكون فيه الإشارة متاحة، P هي الفترة الإجمالية للإشارة .
- وعلى سبيل المثال إذا كانت D = 60% , فهذا يعني ان نسبة الدورة الواحدة من الإشارة 60% من إجمالي الإشارة الذي قد يكون ثانية، أو يوما، أو حتي أسبوع، أي أنها تعتمد على طول الفترة .
- ويمكن استخدام هذا المصطلح في وصف جهد الفعل أو في الخلية العصبية (4)(5)

## التطبيقات

### الأجهزة الكهربائية
تستخدم كثيرا مع:
1. المحركات الكهربائية ذات الجهد المستمر
2. تنظيم الجهد
3. الموسيقي الإلكترونية
4. أجهزة الطباعة

### الأنظمة البيولوجية
يستخدم هذا المصطلح أيضا لوصف نشاط:
1. الخلايا العصبية
2. الألياف العضلية